# Harsberg (Weselberg)
Harsberg ist der kleinste Ortsteil der Ortsgemeinde Weselberg im Landkreis Südwestpfalz in Rheinland-Pfalz.

## Lage
Harsberg befindet sich im Westen des Gemeindegebiets auf der Sickinger Höhe. Der Ort ist überwiegend von landwirtschaftlich genutzten Flächen umgeben.

## Geschichte
Bis 1798 gehörte Harsberg zur Herrschaft Landstuhl der Sickinger. Von 1798 bis 1814, als die Pfalz Teil der Französischen Republik (bis 1804) und anschließend Teil des Napoleonischen Kaiserreichs war, war Harsberg – damalige Schreibweise Haarsberg – in den Kanton Waldfischbach eingegliedert. 1815 hatte der Ort 170 Einwohner. Anschließend wechselte der Ort in das Königreich Bayern. Von 1818 bis 1862 war der Ort Bestandteil des Landkommissariat Pirmasens, das anschließend in ein Bezirksamt umgewandelt wurde.
1928 hatte Harsberg 324 Einwohner, die in 49 Wohngebäuden lebten. Ab 1938 war der Ort Bestandteil des Landkreises Pirmasens (heutiger Name: Landkreis Südwestpfalz). Im Zuge der ersten rheinland-pfälzischen Verwaltungsreform wurde der Ort am 7. Juni 1969 ins benachbarte Weselberg eingemeindet.

## Infrastruktur
Vor Ort befinden sich mit dem Glockenturm sowie zwei Wegekreuzen insgesamt drei Objekte, die unter Denkmalschutz stehen. Südöstlich des Ortes befindet sich ein Gewerbegebiet. Durch Harsberg verläuft außerdem die Landesstraße 473, die den Ort mit Hermersberg und Wallhalben verbindet. Östlich des Gewerbegebiets verläuft die Bundesautobahn 62, die Harsberg von Weselberg und Zeselberg trennt.

## Vereine
Im Ort sind zurzeit 3 aktive Vereine beheimatet: der Fußballverein SG Harsberg-Schauerberg gegründet 1957, der Obst- und Gartenbauverein Harsberg, gegründet 1882, und der Gesangverein Cäcilia Harsberg, ebenfalls 1882 gegründet.